# Samovznícení (Městečko South Park)
Samovznícení (v anglickém originále Spontaneous Combustion) je druhý díl třetí řady amerického komediálního animovaného televizního seriálu Městečko South Park. 

## Děj
Lidi v South Parku umírají na samovznícení. Geolog Randy Marsh je ve městě jediným vědcem a starostka mu nařídí problém vyřešit. Randy zjistí, že se to lidem děje, protože odmítají vypouštět methan, který se jinak hromadí ve střevech, kde vyvolává tlak a následně se vznítí. Proto jim poručí, aby prděli. To způsobí globální oteplování. Randy ho musí vyřešit, a tak přijde s teorií uměřenosti prdění. Vše se nakonec vrací do normálu.